# بريت فينش
بريت فينش (بالإنجليزية: Brett Finch)‏ هو لاعب دوري الرغبي أسترالي، ولد في 20 أغسطس 1981 في مايتلاند في أستراليا.